# فلوئوروزیس دندانی
فلوئوروزیس دندانی با تغییر رنگ شدید دندان در اثر فلوئور اضافی موجود در آب آشامیدنی ایجاد می‌شود.
فلوراید عنصری مفید برای ساختار دندانی است و همان‌طور که می‌دانید در برخی مناطق که کمبود آن در آب آشامیدنی وجود دارد؛ افزودن آن به آب باعث تقویت دندان‌ها در مقابل پوسیدگی می‌گردد ولی در برخی مناطق فلوراید موجود در آب بیش از اندازه‌ است و به همین خاطر دندان‌ها دچار فلوئوروزیس می‌گردند. فلوراید اضافی موجود درآب آشامیدنی هنگام تشکیل مینای دندان در کودکان بر روی سلول‌های مینا ساز تأثیر گذارده و مرحله معدنی شدن مینا را دچار اختلال می‌کند به گونه‌ای که بافت زیر سطحی مینا دچار تخلخل می‌شود. فلوراید اضافه شده به آب و خمیر دندان‌ها برای کاهش ضریب پوسیدگی نیز ممکن است باعث فلوئوروزیس شوند. فرم خفیف این اختلال به صورت دندان‌های زردرنگ یا لکه‌های سفید می‌باشد ولی در فرم متوسط و شدید لکه‌های زرد تا قهوه‌ای بر روی مینای دندان همراه با کدر شدن کلی مینا وایجاد منظره‌ای شبیه لباس‌های کماندوئی بر روی دندان به نظر می‌رسد. درچه فلوئوروزیس از بسیار خفیف تا بسیار شدید متفاوت است و در بسیاری از موارد مشکل زیبائی بزرگی برای بیمار پدیدمی‌آورد تا حدی که بسیاری از این افراد از خندیدن و صحبت کردن در جمع خودداری می‌کنند و از این رو روابط اجتماعی آن‌ها ممکن است دچار مشکل شود.

## درمان فلوئوروزیس
متأسفانه فلوئوروزیس برگشت‌ناپذیر است ولی با درمان‌های زیبائی می‌توان به بهبود ظاهر فرد کمک بسیاری کرد. درمان‌هائی که برای فلوئوروزیس استفاده می‌شود شامل موارد زیر است:
بلیچینگ و میکروابریژن:
بلیچینگ به معنای کاربرد روش هائی برای سفید کردن دندان است. فلوئوروزیس‌های خفیف با بلیچینگ به‌طور کامل برطرف می‌گردد و لکه‌های زرد رنگ داخل دندان به‌طور کامل همرنگ سایر قسمت‌ها می‌شود. در موارد فلوئوروزیس متوسط، با بلیچینگ به طور کامل لکه‌ها برطرف نمی‌شود، ولی ظاهری به مراتب بهتر از اول پیدا می‌کند. در موارد شدید فلوئوروزیس درمان‌های بلیچینگ تفاوت زیاد محسوسی ایجاد نمی‌نماید ولی به هر حال قبل از روش‌های درمانی دیگر باید به کار رود که تا حد ممکن بتواند لکه‌ها را کمرنگ کند.
میکروابریژن روشی است که به کمک مواد مخصوص بافت معیوب سطحی مینا سائیده شده و درموارد فلوئوروزیس خفیف تا متوسط می‌تواند به عنوان روشی درمانی به کار رود.
باندینگ کامپوزیت:
در این روش کامپوزیت که از مواد ترمیمی همرنگ دندان است به کمک باندینگ بر روی مینای دندان قرار می‌گیرد تا بدرنگی‌های دندان را بپوشاند. ممکن است کامپوزیت فقط لکه‌های دندان را بپوشاند و یا بر روی کل سطح مینای دندان‌های جلو قرار گیرد. درمورد اخیر به آن لامینیت ونیر کامپوزیتی می‌گویند. همان‌طور که گفته شد در مواردی که از این روش هم استفاده می‌شود ابتدا باید بلیچینگ صورت گیرد تا بیس دندان سفیدتر شود. مواد ترمیمی درهر حال کمی شفاف هستند و رنگ دندان زیری را نشان می‌دهند.
لامینیت ونیر چینی:
از نظر زیبائی بهترین نتیجه با ونیر چینی حاصل می‌شود. در این روش ضخامت کمی از مینای روی دندان برداشته شده و بالایه‌ای از جنس چینی جایگزین می‌شود. با ونیرهای چینی می‌توان طرح لبخند جدیدی برای فرد ایجاد کرده و زیبائی فوق‌العاده‌ای به وی هدیه داد. هرچند باید دانست این روش نسبت به دیگر درمان‌ها گران‌تر است. موارد شدید فلوئوروزیس فقط با بلیچینگ توأم با لامینیت ونیر چینی قابل درمان است.